# Сертан-ди-Сенадор-Помпеу (микрорегион)

Сертан-ди-Сенадор-Помпеу на карте.

Сертан-ди-Сенадор-Помпеу (порт. Microrregião do Sertão de Senador Pompeu) — микрорегион в Бразилии, входит в штат Сеара. Составная часть мезорегиона Сертойнс-Сеаренсис. Население составляет 	217 522	 человека (на 2010 год). Площадь — 	9 787,058	 км². Плотность населения — 	22,23	 чел./км².

## Демография
Согласно сведениям, собранным в ходе переписи 2010 г. Национальным институтом географии и статистики (IBGE), население микрорегиона составляет:						
| Полное население                             | Полное население                             | Полное население                             | Полное население                             | 217 522 |
| -------------------------------------------- | -------------------------------------------- | -------------------------------------------- | -------------------------------------------- | ------- |
| в том числе:                                 | Городское население                          | 110 908                                      | Процент городского населения, %              | 50,99   |
|                                              | Сельское население                           | 106 614                                      | Процент сельского населения, %               | 49,01   |
|                                              | Мужское население                            | 108 307                                      | Процент мужского населения, %                | 49,79   |
|                                              | Женское население                            | 109 215                                      | Процент женского населения, %                | 50,21   |
| Плотность населения, чел/км²                 | Плотность населения, чел/км²                 | Плотность населения, чел/км²                 | Плотность населения, чел/км²                 | 22,23   |
| Население микрорегиона в % к населению штата | Население микрорегиона в % к населению штата | Население микрорегиона в % к населению штата | Население микрорегиона в % к населению штата | 2,57    |

## Статистика
- Валовой внутренний продукт на 2003 составляет 373 339 960,00 реалов (данные: Бразильский институт географии и статистики).
- Валовой внутренний продукт на душу населения на 2003 составляет 1786,14 реалов (данные: Бразильский институт географии и статистики).
- Индекс развития человеческого потенциала на 2000 составляет 0,610 (данные: Программа развития ООН).

## Состав микрорегиона
В составе микрорегиона включены следующие муниципалитеты:
1. Акопиара
2. Депутаду-Ирапуан-Пиньейру
3. Мильян
4. Момбаса
5. Педра-Бранка
6. Пикет-Карнейру
7. Сенадор-Помпеу
8. Солонополи